# Ralph L. Shifley
Ralph Louis Shifley (* 26. Oktober 1910 in Mounds, Pulaski County, Illinois; † 5. Januar 1995 in Washington, D.C.) war ein US-amerikanischer Vizeadmiral der US Navy, der zuletzt zwischen 1970 und 1971 stellvertretender Chief of Naval Operations war.

## Leben

### Ausbildung und Verwendung als Marineoffizier im Zweiten Weltkrieg
Shifley trat nach dem Schulbesuch 1929 in die US Navy ein und absolvierte die US Naval Academy in Annapolis, die er 1933 abschloss. Im Anschluss fand er zunächst Verwendung auf dem zur Omaha-Klasse gehörenden Leichten Kreuzer Memphis und danach von 1934 bis 1936 der Astoria, ein Schwerer Kreuzer der New-Orleans-Klasse. Danach absolvierte er 1937 eine Pilotenausbildung auf dem Marinefliegerstützpunkt Pensacola (Naval Air Station Pensacola) und war von 1938 bis 1940 als Pilot in der Fliegereinheit des Leichten Kreuzers Savannah eingesetzt, ehe er von 1940 bis 1942 Ausbilder auf dem Marinefliegerstützpunkt (Naval Air Station) von Jacksonville war und zeitgleich die Marineflieger-Schützenschule (Naval Air Gunners School) in Hollywood besuchte.
Im Anschluss war Shifley zwischen 1942 und 1943 Ausbildungsoffizier für den Luftkampf im Stab des Chefs für die operative Ausbildung der Marineflieger sowie von 1943 bis 1944 Commanding Officer des Bombergeschwader 8. Danach war er noch kurzzeitig Kommodore der Luftgruppe 8 auf dem Flugzeugträger Bunker Hill und nahm im Pazifikkrieg an zahlreichen Gefechten und Kampfeinsätzen in Neuguinea, der Schlacht um Saipan, der Schlacht um Guam (1944), der Schlacht um die Palau-Inseln und der Rückeroberung der Philippinen teil.

### Nachkriegszeit
Nach einer  war er zwischen 1945 und 1947 Superintendent für die Fliegerausbildung auf dem Marinefliegerstützpunkt Jacksonville sowie von 1947 bis 1948 Erster Offizier (Executive Officer) und Fliegeroffizier auf dem Flugzeugträger USS Randolph. Danach fungierte er zwischen 1948 und 1949 als Operationsoffizier auf der Leyte, ein Flugzeugträger der Essex-Klasse, und von 1949 bis 1951 als Operationsoffizier im Stab des Kommandeurs der Luftstreitkräfte der US Atlantic Fleet.
Shifley war zwischen 1951 und 1952 Absolvent des Naval War College in Newport und fand danach bis 1954 Verwendung im Büro des Chief of Naval Operations im Marineministerium (US Department of the Navy), wo er sich mit Flugzeugprogrammen befasste. Nach einer Verwendung von 1954 bis 1956 im Stab der 6. US-Flotte war er von 1956 bis 1957 Commanding Officer der USS Badoeng Strait, ein Geleitflugzeugträger der Commencement-Bay-Klasse. Im Anschluss war er 1957 wieder im Büro des Chief of Naval Operations eingesetzt, dessen Verwaltungsassistent und Leitender Aide-de-camp er zwischen 1957 und 1958 war.

### Aufstieg zum Vizeadmiral und Auszeichnungen
1958 wurde Shifley Commanding Officer des Flugzeugträger Franklin D. Roosevelt und danach von 1959 bis 1960 erst Vize-Direktor sowie anschließend zwischen 1960 und 1962 Direktor der Abteilung für Luftfahrtplanung im Büro des Chief of Naval Operations. Während dieser Zeit wurde er 1961 zum Konteradmiral befördert.
Daraufhin erfolgte am 1. Mai 1962 seine Ernennung zum Kommandeur der Flugzeugträgerdivision 7 (Carrier Division Seven) mit dem Flugzeugträger Kitty Hawk als Flaggschiff, ehe er 1963 ins Büro des Chief of Naval Operations zurückkehrte und dort sowohl Stellvertreter des Chefs für Marinematerial für Programme sowie Vize-Chef für Marinematerial und Stellvertreter des Chefs für Marinematerial für Programme und Finanzmanagement wurde. Zeitweise war er auch Kommandeur der Task Force 77, der Eingreiftruppe der 7. US-Flotte.
Zuletzt wurde er 1970 als Vizeadmiral stellvertretender Chef für Marineoperationen für Logistik (Deputy Chief of Naval Operations (Logistics)) und bekleidete damit den vierten Rang innerhalb der Marinehierarchie. Er wurde 1971 in den Ruhestand verabschiedet. Während dieser Zeit war seine Ehefrau am 23. April 1970 Taufpatin beim Stapellauf der USS Savannah, ein Trossschiff der Wichita-Klasse.
Für seine langjährigen Verdienste wurde Shifley mehrmals ausgezeichnet und erhielt unter anderem das Navy Cross, das Distinguished Flying Cross mit drei goldenen Sternen, die Air Medal, die Presidential Unit Citation, die Asiatic-Pacific Campaign Medal mit fünf operativen Sternen, die World War II Victory Medal, die National Defense Service Medal sowie die Philippine Liberation Medal.
Shifley starb an den Folgen einer Krebserkrankung. Ihm zu Ehren wurde 2013 eine nach ihm benannte Vorlesungsreihe (Viceadmiral Ralph L. Sifley Lectures) an der US Naval Academy eingeführt.

## Veröffentlichung
- The Role of the Chief of Naval Material in Logistics Administration. Remarks at the Naval War College, 9. Februar 1965, in: Naval War College Review, April 1962, S. 1–15